# 首相杯争奪高段者トーナメント
首相杯争奪高段者トーナメント（しゅしょうはいそうだつこうだんしゃ-）または首相杯争奪戦（しゅしょうはいそうだつせん）は、日本の囲碁の棋戦。1957年（昭和32年）開始、1981年（昭和56年）25期までで終了。若手棋士の飛躍の場としての役割を果たした。
- 主催 共同通信

## 方式
- 出場者は、日本棋院東京本院五段から七段までの棋士。
- トーナメント戦で、決勝は1-18期は一番勝負、19期より三番勝負。
- コミは、1-18期は4目半、19期より5目半。
- 持時間は各4時間。

## 歴代優勝者と決勝戦
（左が優勝者）
1. 1957年 藤沢秀行 - 大平修三
2. 1958年 大窪一玄 - 梶原武雄
3. 1959年 長谷川章 - 篠原正美
4. 1960年 大平修三 - 鈴木五良
5. 1961年 加納嘉徳 - 榊原章二
6. 1962年 林有太郎 - 大窪一玄
7. 1963年 榊原章二 - 篠原正美
8. 1964年 三輪芳郎 - 榊原章二
9. 1965年 大竹英雄 - 影山利郎
10. 1966年 星野紀 - 影山利郎
11. 1967年 鈴木五良 - 大枝雄介
12. 1968年 石田芳夫 - 高木祥一
13. 1969年 高木祥一 - 石榑郁郎
14. 1970年 小島高穂 - 石榑郁郎
15. 1971年 武宮正樹 - 黒沢忠尚
16. 1972年 小林光一 - 趙治勲
17. 1973年 武宮正樹 - 加藤正夫
18. 1974年 小林光一 - 戸沢昭宣
19. 1975年 高木祥一 2-1 小島高穂
20. 1976年 小林光一 2-0 石田章
21. 1977年 淡路修三 2-1 福井正明
22. 1978年 中村秀仁 2-0 金島忠
23. 1979年 春山勇 2-0 梅木英
24. 1980年 福井正明 2-1 王立誠
25. 1981年 淡路修三 2-0 片岡聡